# Coupe de Belgique de football 2023-2024
Navigation
Édition précédente Édition suivante
La Coupe de Belgique de la saison de 2023-2024 est la 69e édition de la Coupe de Belgique. Le nom commercial de l'épreuve demeure la « Croky Cup », du nom d'une marque de chips. 48 clubs participent aux six tours successifs de cette compétition, sixième tour préliminaire et finale compris.
Cette édition est marquée par un changement dans sa procédure qui retrouve le stade des trente-deuxièmes de finale.
Chronologiquement toutefois, cette édition connaît un déroulement habituel, avec les tours préliminaires qui débutent à la fin juillet 2023 puis qui s'écoulent au rythme d'un tour par week-end jusqu'à la fin du mois d'août.
Cette édition est la septième depuis la réforme de la hiérarchie des divisions au sein du football belge, réalisée en vue de la saison de 2016-2017.
Elle voit l'Union Saint-Gilloise soulever le trophée cent-dix ans après sa précédente victoire dans la compétition.

## Fonctionnement et règlement
La coupe est jouée par matchs à élimination directe. Toutes les rencontres se déroulent en une seule manche, à l'exception des demi-finales qui font l'objet de rencontres aller/retour.
À partir du quatrième tour préliminaire, toutes les rencontres en une manche font l'objet d'une prolongation de deux fois 15 minutes si les adversaires sont à égalité au terme des 90 minutes initialement prévues. Si l'égalité subsiste après cela, la qualification se joue aux tirs au but. Lors des trois premiers tours préliminaires, en cas d'égalité après 90 minutes, le départage se fait par des tirs au but directement, sans avoir recours à une prolongation.
Par rapport à l'édition précédente, les « Tours préliminaires » sont désormais au nombre de 6 au lieu de 5.

### Généralités
356 clubs participent à l'épreuve.
Six tours préliminaires concernent les clubs issus de tous les niveaux inférieurs à la Jupiler Pro League. En tenant compte que les « équipes B » des cercles professionnels (D1A et D1B) ne participent pas à cette Coupe, les équipes proviennent des divisions suivantes :
- 204 clubs provinciaux (p-1 à p-4),
- 62 clubs de Division 3 Amateur (D3),
- 50 clubs de Division 2 Amateur (D2),
- 14 clubs de Nationale 1 (N1),
- 12 clubs de Proximus League (II),
- 16 clubs de Jupiler Pro League (I).

#### Pandémie de covid-19
Depuis le printemps 2020, la fédération belge de football met en place un "protocole covid-19" que les clubs et leurs affiliés sont tenus d'appliquer dans les différentes compétitions. Les directives s’adaptent régulièrement à l'évolution de la pandémie.

## Calendrier
Calendrier officiel de la Pro League :
| Nom                                                               | Tirage au sort    | Date aller                         | Date retour                        | Équipes participantes | Équipes restantes |
| ----------------------------------------------------------------- | ----------------- | ---------------------------------- | ---------------------------------- | --------------------- | ----------------- |
| Sixième tour préliminaire                                         | 26 juin 2023      | 8, 9 et 10 septembre 2023          | 8, 9 et 10 septembre 2023          | 32                    | 32 à 16           |
| Seizièmes de finale                                               | 11 septembre 2023 | 31 octobre, 1er et 2 novembre 2023 | 31 octobre, 1er et 2 novembre 2023 | 32                    | 32 à 16           |
| Huitièmes de finale                                               | TBD               | 5, 6 et 7 décembre 2023            | 5, 6 et 7 décembre 2023            | 16                    | 16 à 8            |
| Quarts de finale                                                  | TDB               | 16, 17, 24 et 25 janvier 2024      | 16, 17, 24 et 25 janvier 2024      | 8                     | 8 à 4             |
| Demi-finales                                                      | TBD               | 6, 7 et 8 février 2024             | 27, 28 et 29 février 2024          | 4                     | 4 à 2             |
| Finale                                                            | 9 mai 2024        | 9 mai 2024                         | 9 mai 2024                         | 2                     |                   |
| * entrée des 16 clubs restant de la D1 belge (Jupiler Pro League) |                   |                                    |                                    |                       |                   |

## Sixième tour préliminaire
Le 6e tour est programmé les 9 et 10 septembre 2023. Il marque l'entrée des premiers cercles professionnels, ceux de la Division 1B (Challenger League). Dans l'esprit de ceux qui ont réformé la compétition, ce tour fait office de « Trente-deuxièmes de finale », bien qu'il n'y ait que 16 rencontres.

### Participants

#### Par régions
| Régions            | Total | CPL | N1 | D2 | D3 |
| ------------------ | ----- | --- | -- | -- | -- |
| Région bruxelloise | 2     | -   | -  | 1  | 1  |
| Région flamande    | 19    | 9   | 4  | 4  | 2  |
| Région wallonne    | 11    | 3   | 4  | 2  | 2  |
| TOTAUX             | 32    | 12  | 8  | 7  | 5  |

#### Par provinces
| Provinces                       | Total | CPL | N1 | D2 | D3 |
| ------------------------------- | ----- | --- | -- | -- | -- |
| Province d'Anvers               | 6     | 2   | 2  | 1  | 1  |
| Province du Brabant flamand     | -     | -   | -  | -  | -  |
| Province du Brabant wallon      | -     | -   | -  | -  | -  |
| Bruxelles ACFF                  | 2     | -   | -  | 1  | 1  |
| Province de Flandre-Occidentale | 4     | 2   | 1  | 1  | -  |
| Province de Flandre-Orientale   | 5     | 3   | -  | 1  | 1  |
| Province de Hainaut             | 4     | 1   | 2  | 1  | -  |
| Province de Limbourg            | 4     | 2   | 1  | 1  | -  |
| Province de Liège               | 3     | 2   | 1  | -  | -  |
| Province de Luxembourg          | 2     | -   | 1  | -  | 1  |
| Province de Namur               | 2     | -   | -  | 1  | 1  |
| TOTAUX                          | 32    | 12  | 8  | 7  | 5  |

### Résultats
- Quatre cercles de D1B (2e niveau) sont éliminés par des clubs  évoluant juste un échelon en-dessous.

| Tour | No  | Date              | Équipe 1                            | Équipe 2                              | Score 90 min | Score 120 min | T au B |
| ---- | --- | ----------------- | ----------------------------------- | ------------------------------------- | ------------ | ------------- | ------ |
| T6   | 311 | 9 septembre 2023  | K. SC Lokeren-Temse ( N1)           | K. Beerschot VA (II)                  | 3-3          | 3-3           | 3-5    |
| T6   | 312 | 9 septembre 2023  | K. Lierse Kempenzonen (II)          | K. VK Ninove ( D2 VV)                 | 3-0          |               |        |
| T6   | 313 | 9 septembre 2023  | R. Olympic Club de Charleroi (N1)   | KM SK Deinze (II)                     | 1-1          | 1-1           | 4-2    |
| T6   | 314 | 10 septembre 2023 | R. Knokke FC (N1)                   | R. FC Seraing ( II)                   | 3-1          |               |        |
| T6   | 315 | 9 septembre 2023  | K. VV Thes Sport Tessenderlo (N1)   | K. RC Mechelen (D2 VV)                | 2-0          |               |        |
| T6   | 316 | 10 septembre 2023 | Eendracht Elene-Grotenberge (D3 VV) | R. Crossing Club Schaerbeek (D3 ACFF) | 2-2          | 2-2           | 4-3    |
| T6   | 317 | 9 septembre 2023  | Hoogstraten VV (N1)                 | K. Patro Eisden Maasmechelen ( II)    | 0-2          |               |        |
| T6   | 318 | 10 septembre 2023 | R. CS Onhaye (D3 ACFF)              | K. RC Harelbeke (D2 VV)               | 1-1          | 1-1           | 1-4    |
| T6   | 319 | 9 septembre 2023  | R. SC Habay-la-Neuve (D3 ACFF)      | R. FC Meux (D2 ACFF)                  | 1-2          |               |        |
| T6   | 320 | 9 septembre 2023  | SV Zulte-Waregem ( II)              | K. FC Sint-Lenaarts (D3 VV)           | 4-1          |               |        |
| T6   | 321 | 10 septembre 2023 | Renaissance AEC Mons ( D2 ACFF)     | Verbroedering Dender EH (II)          | 0-0          | 0-1           |        |
| T6   | 322 | 9 septembre 2023  | R. Excelsior Virton ( N1)           | Beveren SK (II)                       | 0-1          |               |        |
| T6   | 323 | 10 septembre 2023 | URSL Visé (N1)                      | Lommel SK (II)                        | 2-0          |               |        |
| T6   | 324 | 9 septembre 2023  | K. SK Tongeren (D2 VV)              | R. Francs Borains ( II)               | 1-4          |               |        |
| T6   | 325 | 9 septembre 2023  | RAAL La Louvière (N1)               | R. FC de Liège ( II)                  | 2-0          |               |        |
| T6   | 326 | 9 septembre 2023  | KV Oostende ( II)                   | R. FC Ganshoren (D2 ACFF)             | 5-0          |               |        |

- À la suite d'accords entre les cercles concernés, l'ordre du tirage au sort initial été inversé pour les rencontres no 312, 320 et 326.

## Seizièmes de finale
En juin 2023, on apprend par voie de presse que la fédération belge annonce un tirage au sort intégral pour l'entrée en lice des seize formations de D1A - Jupiler League. Toutefois, l'autre annonce d'une qualification directe pour les Huitièmes de finale des clubs engagés en compétitions européennes laisse une incertitude sur la procédure exacte qui va être employée. Mais certaines informations initiales, comme les « Demi-finales en une seule manche », sont ensuite modifées.

### Participants
Les Provinces du Brabant wallon et de Luxembourg n'ont plus de représentants.

#### Par régions
| Régions            | Total | JPL (I) | CPL (II) | N1 | D2 | D3 |
| ------------------ | ----- | ------- | -------- | -- | -- | -- |
| Région bruxelloise | 3     | 3       | 0        | 0  | 0  | 0  |
| Région flamande    | 21    | 10      | 7        | 2  | 1  | 1  |
| Région wallonne    | 8     | 3       | 1        | 3  | 1  | 0  |
| TOTAUX             | 32    | 16      | 8        | 5  | 2  | 1  |

#### Par provinces
| #  | Provinces                       | Total | JPL (I) | CPL (II) | N1 | D2 | D3 | Détails clubs amateurs          |
| -- | ------------------------------- | ----- | ------- | -------- | -- | -- | -- | ------------------------------- |
| 1  | Province d'Anvers               | 5     | 3       | 2        | 0  | 0  | 0  |                                 |
| 2  | Province du Brabant flamand     | 1     | 1       | 0        | 0  | 0  | 0  |                                 |
| 2  | Région de Bruxelles-Capitale    | 3     | 3       | 0        | 0  | 0  | 0  |                                 |
| 2  | Province du Brabant wallon      | 0     | 0       | 0        | 0  | 0  | 0  |                                 |
| 4  | Province de Flandre-Occidentale | 7     | 3       | 2        | 1  | 1  | 0  | R. Knokke FC, K. RC Harelbeke   |
| 5  | Province de Flandre-Orientale   | 4     | 1       | 2        | 0  | 0  | 1  | Eendracht Elene-Grotenberg      |
| 6  | Province de Hainaut             | 4     | 1       | 1        | 2  | 0  | 0  | R. Olympic CC, RAAL La Louvière |
| 7  | Province de Liège               | 3     | 2       | 0        | 1  | 0  | 0  | URSL Visé                       |
| 8  | Province de Limbourg            | 4     | 2       | 1        | 1  | 0  | 0  | KVV Thes Sport Tessenderlo      |
| 9  | Province de Luxembourg          | 0     | 0       | 0        | 0  | 0  | 0  |                                 |
| 10 | Province de Namur               | 1     | 0       | 0        | 0  | 1  | 0  | R. FC de Meux                   |
|    | TOTAUX                          | 32    | 16      | 8        | 5  | 2  | 1  |                                 |

### Résultats
- = tenant du trophée
- Les rencontres sont jouées entre le mardi 31 octobre 2023 et le mercredi 1er novembre 2023. Elles sont listées ci-après dans l'ordre chronologique de leur coup d'envoi respectif.
  - Conformément au règlement, les clubs amateurs sont assurés de recevoir à condition que leurs installations répondent aux critères minimum: 300 places assises et 180 LUX, ainsi qu'aux consignes élémentaires de sécurité.
  - Six rencontres sont disputées lors de la première soirée. Elles voient l'élimination de trois cercles de Jupiler League (D1A) !

| OT   | Dates             | à domicile                          | à l'extérieur                      | Scores 90' | Scores 120' | T a B |
| S 4  | 31 octobre 2023   | R. Knokke FC (N1)                   | YR KV Mechelen (I)                 | 0-0        | 1-1         | 5-4   |
| S 9  | 31 octobre 2023   | Cercle Brugge K. SV (I)             | SV Zulte-Waregem (II)              | 2-2        | 2-2         | 3-4   |
| S 11 | 31 octobre 2023   | RAAL La Louvière (N1)               | R. SC Anderlecht (I)               | 0-1        |             |       |
| S 12 | 31 octobre 2023   | K. AS Eupen (I)                     | KV Oostende (II)                   | 0-2        |             |       |
| S 13 | 31 octobre 2023   | K. VV THES Sport Tessenderlo (N1)   | R. Charleroi SC (I)                | 0-3        |             |       |
| S 16 | 31 octobre 2023   | K. St-Truidense VV (I)              | R. Francs Borains (II)             | 0-0        | 3-0         |       |
| S 15 | 1er novembre 2023 | R. Union St-Gilloise (I)            | R. FC de Meux (D2 ACFF)            | 2-1        |             |       |
| S 1  | 1er novembre 2023 | Lierse Kempenzonen (II)             | R. Antwerp FC (I)                  | 1-4        |             |       |
| S 10 | 1er novembre 2023 | URSL Visé (N1)                      | K. RC Genk (I)                     | 0-4        |             |       |
| S 5  | 1er novembre 2023 | OH Leuven (I)                       | Eendracht Elene-Grotenberg (D3 VV) | 5-0        |             |       |
| S 14 | 1er novembre 2023 | K. Patro Eisden Maasmemechelen (II) | K. AA Gent (I)                     | 1-3        |             |       |
| S 8  | 1er novembre 2023 | FC Verbroedering Dender EH (II)     | KV Kortrijk (I)                    | 1-1        | 1-1         | 3-4   |
| S 6  | 1er novembre 2023 | RWD Molenbeek (I)                   | R. Olympic CC (N1)                 | 1-0        |             |       |
| S 7  | 1er novembre 2023 | Beveren SK (II)                     | K. VC Westerlo (I)                 | 3-1        |             |       |
| S 2  | 1er novembre 2023 | R. Standard de Liège (I)            | K. FC Harelbeke (D2 VV)            | 5-0        |             |       |
| S 3  | 1er novembre 2023 | K. Beerschot VA (II)                | Club Brugge KV (I)                 | 0-6        |             |       |

- L'ordre initialement prévu de la rencontre « S 6 » a été inversé car la Ville de Charleroi a refusé la tenue du match. Les « Dogues » de l'Olympic doivent donc se déplacer[4] !

#### Seizièmes de finale – Fiches techniques 1 à 4
Pour faciliter la lecture, les seizièmes de finale sont proposés en quatre groupes de quatre rencontres.

#### Seizièmes de finale – Fiches techniques 5 à 8
Pour faciliter la lecture, les seizièmes de finale sont proposés en quatre groupes de quatre rencontres.

#### Seizièmes de finale – Fiches techniques 9 à 12
Pour faciliter la lecture, les seizièmes de finale sont proposés en quatre groupes de quatre rencontres.

#### Seizièmes de finale – Fiches techniques 13 à 16
Pour faciliter la lecture, les seizièmes de finale sont proposés en quatre groupes de quatre rencontres.

## Huitièmes de finale
Le tirage au sort des huitièmes de finale est effectué le 2 novembre 2023, à partir de 17h30, dans les locaux de la Fédération belge de football à Tubize. Ce tour devrait se jouer entre le 5 et le 7 décembre 2023.

### Participants
Les Provinces de Brabant wallon, de Luxembourg et de Namur ne sont plus représentées. La Flandre occidentale est présente en force avec cinq clubs de trois divisions différentes.

#### Par régions
| Régions            | Total | JPL (I) | CPL (II) | N1 | D2 | D3 |
| ------------------ | ----- | ------- | -------- | -- | -- | -- |
| Région bruxelloise | 3     | 3       | 0        | 0  | 0  | 0  |
| Région flamande    | 11    | 7       | 3        | 1  | 0  | 0  |
| Région wallonne    | 2     | 2       | 0        | 0  | 0  | 0  |
| TOTAUX             | 16    | 12      | 3        | 1  | 0  | 0  |

#### Par provinces
| # | Provinces                       | Total | JPL (I) | CPL (II) | N1 | Détails clubs amateurs |
| - | ------------------------------- | ----- | ------- | -------- | -- | ---------------------- |
| 1 | Province d'Anvers               | 1     | 1       | 0        | 0  |                        |
| 2 | Province du Brabant flamand     | 1     | 1       | 0        | 0  |                        |
| 3 | Région de Bruxelles-Capitale    | 3     | 3       | 0        | 0  |                        |
| 4 | Province de Flandre-Occidentale | 5     | 2       | 2        | 1  | R. Knokke FC           |
| 5 | Province de Flandre-Orientale   | 2     | 1       | 1        | 0  |                        |
| 6 | Province de Hainaut             | 1     | 1       | 0        | 0  |                        |
| 7 | Province de Limbourg            | 2     | 2       | 0        | 0  |                        |
| 8 | Province de Liège               | 1     | 1       | 0        | 0  |                        |
|   | TOTAUX                          | 16    | 12      | 3        | 1  |                        |

### Résultats
Le tirage au sort des quarts de finale est effectué le 2 novembre 2023 par l'ancien entraineur Francky Dury.
Les rencontres sont jouées entre le 5 et le 7 décembre 2023
| OT  | Dates           | à domicile               | à l'extérieur            | Scores 90' | Scores 120' | T a B |
| H 1 | 7 décembre 2023 | R. SC Anderlecht (I)     | R. Standard de Liège (I) | 2-0        |             |       |
| H 2 | 7 décembre 2023 | Beveren SK (II)          | R. Union St-Gilloise (I) | 0-2        |             |       |
| H 3 | 6 décembre 2023 | R. Knokke FC (N1)        | OH Leuven (I)            | 1-1        | 1-1         | 2-4   |
| H 4 | 6 décembre 2023 | R. Antwerp FC (I)        | R. Charleroi SC (I)      | 5-2        |             |       |
| H 5 | 5 décembre 2023 | KV Kortrijk (I)          | RWD Molenbeek (I)        | 0-1        |             |       |
| H 6 | 6 décembre 2023 | Club Brugge KV (I)       | SV Zulte-Waregem (II)    | 4-0        |             |       |
| H 7 | 6 décembre 2023 | KV Oostende (II)         | K. RC Genk (I)           | 1-1        | 3-1         |       |
| H 8 | 6 décembre 2023 | K. Sint-Truidense VV (I) | K. AA Gent (I)           | 0-1        |             |       |

## Quarts de finale
Le tirage au sort des quarts de finale est effectué le 8 décembre 2023. La Pro League fait effectuer le tirage au sort à l'aide d'une machine de luna-park de foire, façon grue à pinces ! L'officiant introduit à chaque fois une pièce puis actionne briévement les leviers... Ce tour devrait se jouer entre le 16 et le 18 janvier 2024.

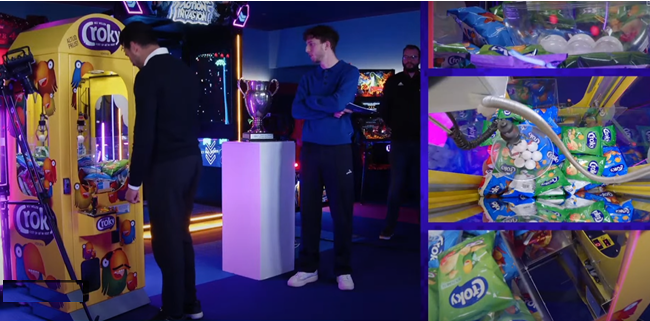
Tirage effectué à l'aide d'une « grue de foire »

### Participants

#### Par régions
Plus aucun cercle wallon dans le « final eight », mais trois Bruxellois
| Régions            | Total | JPL (I) | CPL (II) |
| ------------------ | ----- | ------- | -------- |
| Région bruxelloise | 3     | 3       | 0        |
| Région flamande    | 5     | 4       | 1        |
| Région wallonne    | 0     | 0       | 0        |
| TOTAUX             | 8     | 7       | 1        |

#### Par provinces
| # | Provinces                       | Total | JPL (I) | CPL (II) |
| - | ------------------------------- | ----- | ------- | -------- |
| 1 | Province d'Anvers               | 1     | 1       | 0        |
| 2 | Province du Brabant flamand     | 1     | 1       | 0        |
| 3 | Région de Bruxelles-Capitale    | 3     | 3       | 0        |
| 4 | Province de Flandre-Occidentale | 2     | 1       | 1        |
| 5 | Province de Flandre-Orientale   | 1     | 1       | 0        |
|   | TOTAUX                          | 8     | 7       | 1        |

### Résultats
Les rencontres sont programmées les 16 et 17 janvier 2024. En raison des conditions météorologiques, le match OH Leuven-R. Antwerp FC est postposé au mercredi 24 janvier à 20h30 et le derby bruxellois entre la R. Union St-Gilloise et le R. SC Anderlecht est reporté au jeudi 25 janvier à 20h30.
| OT   | Dates           | à domicile               | à l'extérieur        | Scores 90' | Scores 120' | T a B |
| QF-1 | 16 janvier 2024 | K. AA Gent (I)           | Club Brugge KV (I)   | 0-1        |             |       |
| QF-3 | 17 janvier 2024 | KV Oostende (II)         | RWD Molenbeek (I)    | 2-0        |             |       |
| QF-4 | 24 janvier 2024 | OH Leuven (I)            | R. Antwerp FC (I)    | 2-3        |             |       |
| QF-2 | 25 janvier 2024 | R. Union St-Gilloise (I) | R. SC Anderlecht (I) | 2-1        |             |       |

#### Quarts de finale - Fiches techniques
| Remplaçants :                                                    |
| Daniel Yabuki 14e , Tibe De Vlieger 78e , Omri Gandelman 78e . · |
| Entraîneur :                                                     |
| Hein Vanhaezebrouck.                                             |

| Remplaçants :                                                    |
| 69e Philip Zinckernagel, 69e Éder Balanta, 90e Dedryck Boyata. · |
| Entraîneur :                                                     |
| Ronny Deila.                                                     |

| Remplaçants :                                                    |
| Daniel Yabuki 14e , Tibe De Vlieger 78e , Omri Gandelman 78e . · |
| Entraîneur :                                                     |
| Hein Vanhaezebrouck.                                             |

| Remplaçants :                                                    |
| 69e Philip Zinckernagel, 69e Éder Balanta, 90e Dedryck Boyata. · |
| Entraîneur :                                                     |
| Ronny Deila.                                                     |

| Remplaçants :                                                                |
| Siebe Wylin 46e , David Atanga 73e , Andy Musayev 78e , Luis Hartwig 90e . · |
| Entraîneur :                                                                 |
| Jamath Schoffner.                                                            |

| Remplaçants :                                                                                        |
| 46e Pathé Mboup, 46e Florent Da Silva, 65e Mickaël Biron, 65e Djovkar Doudayev, 90e Youssouf Koné. · |
| Entraîneur :                                                                                         |
| Cláudio Caçapa.                                                                                      |

| Remplaçants :                                                                |
| Siebe Wylin 46e , David Atanga 73e , Andy Musayev 78e , Luis Hartwig 90e . · |
| Entraîneur :                                                                 |
| Jamath Schoffner.                                                            |

| Remplaçants :                                                                                        |
| 46e Pathé Mboup, 46e Florent Da Silva, 65e Mickaël Biron, 65e Djovkar Doudayev, 90e Youssouf Koné. · |
| Entraîneur :                                                                                         |
| Cláudio Caçapa.                                                                                      |

| mercredi 24 janvier 2024 | OH Leuven (I) | 2-3   | R. ANTWERP FC (I) |                                    |                                    |
| 20h30                    |               | (x-x) |                   | den Dreef (Louvain) Arbitrage : M. | den Dreef (Louvain) Arbitrage : M. |

| jeudi 25 janvier 2024 | R. UNION ST-GILLOISE (I) | 2-1   | R. SC Anderlecht (I) |                                       |                                       |
| 20h30                 |                          | (x-x) |                      | Joseph Marien (Forest) Arbitrage : M. | Joseph Marien (Forest) Arbitrage : M. |

## Demi-finales
Le tirage au sort des demi-finale est effectué le 25 janvier 2024. Ce tour s'est joué entre le 8 et le 29 février 2024.

### Participants

#### Par régions
| Régions            | Total | JPL (I) | CPL (II) |
| ------------------ | ----- | ------- | -------- |
| Région bruxelloise | 1     | 1       | 0        |
| Région flamande    | 3     | 3       | 1        |
| TOTAUX             | 4     | 3       | 1        |

#### Par provinces
| # | Provinces                       | Total | JPL (I) | CPL (II) |
| - | ------------------------------- | ----- | ------- | -------- |
| 1 | Province d'Anvers               | 1     | 1       | 0        |
| 1 | Province de Flandre-Occidentale | 2     | 1       | 1        |
| 1 | Région de Bruxelles-Capitale    | 1     | 1       | 0        |
|   | TOTAUX                          | 4     | 3       | 1        |

### Résultats
Les rencontres sont programmées le 8 février 2024 pour les manches aller et trois semaines plus tard pour les manches retour, c'est-à-dire les 28 et 29 février 2024.
| Match | Dates           | Hôte                     | Visiteur                 | Scores 90' | Scores 120' | T a B |
| DF-1A | 8 février 2024  | Club Brugge KV (I)       | R. Union St-Gilloise (I) | 2-1        |             |       |
| DF-1R | 28 février 2024 | R. Union St-Gilloise (I) | Club Brugge KV (I)       | 2-0        |             |       |
| DF-2A | 8 février 2024  | KV Oostende (II)         | R. Antwerp FC (I)        | 1-1        |             |       |
| DF-2R | 29 février 2024 | R. Antwerp FC (I)        | KV Oostende (II)         | 3-0        |             |       |

### Résultats «Aller»
| jeudi 8 février 2024 | Club Brugge KV (I)                        | 2-1   | R. Union St-Gilloise (I) |                                           |                                           |
| 20h45                | A. Skov Olsen 1-0 10e · F. Jutglà 2-0 46e | (1-0) | K. Machida 2-1 90+2e     | stade Jan Breydel (Bruges) Arbitrage : M. | stade Jan Breydel (Bruges) Arbitrage : M. |

| jeudi 8 février 2024 | KV Oostende (I)      | 1-1   | R. Antwerp FC (I)  |                                     |                                     |
| 20h00                | E. Henderson 1-1 37e | (1-1) | M. Doumbia 0-1 24e | Diaz Arena (Ostende) Arbitrage : M. | Diaz Arena (Ostende) Arbitrage : M. |

### Résultats «Retour»
| mercredi 28 février 2024 | R. Union St-Gilloise (I)               | 2-0                | Club Brugge KV (I) |                                             |                                             |
| 20h30                    | M. Amoura 1-0 73e · R. Sykes 2-0 90+2e | (0-0)              |                    | stade Joseph Marien (Forest) Arbitrage : M. | stade Joseph Marien (Forest) Arbitrage : M. |
| 20h30                    |                                        | M. De Cuyper 90+8e |                    | stade Joseph Marien (Forest) Arbitrage : M. | stade Joseph Marien (Forest) Arbitrage : M. |

| jeudi 29 février 2024 | R. Antwerp FC (I)                                         | 3-0   | KV Oostende (II) |                                         |                                         |
| 20h45                 | G. Ilenikhena 1-0 16e; 3-0 88e · Z. Van Den Bosch 2-0 26e | (x-x) |                  | Stade du Bosuil (Deurne) Arbitrage : M. | Stade du Bosuil (Deurne) Arbitrage : M. |

## Finale
La finale 2023-2024 est jouée le 9 mai 2024 au stade Roi Baudouin, entre l'Union Saint-Gilloise et l'Antwerp. La finale a lieu pendant les « play offs ».

### Feuille de match
| R. Union St-Gilloise · |                       |       |
| Titulaires :           |                       |       |
|                        |                       |       |
| 49                     | Anthony Moris         |       |
| 16                     | Christian Burgess     |       |
| 28                     | Koki Machida          |       |
| 05                     | Kevin Mac Allister    |       |
| 04                     | Mathias Rasmussen     | 84e   |
| 21                     | Alessio Castro-Montes |       |
| 10                     | Loïc Lapoussin        | 81e   |
| 23                     | Cameron Puertas       |       |
| 24                     | Charles Vanhoutte     |       |
| 09                     | Gustaf Nilsson        | 81e   |
| 34                     | Mohamed Amoura        | 90+6e |
|                        |                       |       |
| Remplaçants :          |                       |       |
| 12                     | Heinz Lindner         |       |
| 14                     | Joachim Imbrechts     |       |
| 07                     | Elton Kabangu         |       |
| 11                     | Henok Teklab          |       |
| 26                     | Ross Sykes            | 81e   |
| 13                     | Kevin Rodríguez       | 81e   |
| 27                     | Noah Sadiki           | 84e   |
| 08                     | Lazare Amani          | 90+6e |
|                        |                       |       |
| Entraîneur :           |                       |       |
| Alexander Blessin      |                       |       |

| R. Antwerp FC · |                        |     |
| Titulaires :    |                        |     |
|                 |                        |     |
| 91              | Senne Lammens          |     |
| 02              | Ritchie De Laet        | 73e |
| 23              | Toby Alderweireld      |     |
| 05              | Owen Wijndal           | 86e |
| 62              | Zeno Van Den Bosch     |     |
| 11              | Jurgen Ekkelenkamp     | 86e |
| 20              | Eliot Matazo           | 73e |
| 08              | Mandela Keita          |     |
| 10              | Vincent Janssen        |     |
| 07              | Gyrano Kerk            | 73e |
| 10              | Michel-Ange Balikwisha |     |
|                 |                        |     |
| Remplaçants :   |                        |     |
| 81              | Niels Devalckeneer     |     |
| 60              | Victor Udoh            |     |
| 19              | Chidera Ejuke          | 73e |
| 34              | Jelle Bataille         | 73e |
| 08              | Alhassan Yusuf         | 73e |
| 09              | George Ilenikhena      | 86e |
| 44              | Soumaïla Coulibaly     | 86e |
| manquant        |                        |     |
|                 |                        |     |
| Entraîneur :    |                        |     |
| Mark van Bommel |                        |     |

| R. Union St-Gilloise · |                       |       |
| Titulaires :           |                       |       |
|                        |                       |       |
| 49                     | Anthony Moris         |       |
| 16                     | Christian Burgess     |       |
| 28                     | Koki Machida          |       |
| 05                     | Kevin Mac Allister    |       |
| 04                     | Mathias Rasmussen     | 84e   |
| 21                     | Alessio Castro-Montes |       |
| 10                     | Loïc Lapoussin        | 81e   |
| 23                     | Cameron Puertas       |       |
| 24                     | Charles Vanhoutte     |       |
| 09                     | Gustaf Nilsson        | 81e   |
| 34                     | Mohamed Amoura        | 90+6e |
|                        |                       |       |
| Remplaçants :          |                       |       |
| 12                     | Heinz Lindner         |       |
| 14                     | Joachim Imbrechts     |       |
| 07                     | Elton Kabangu         |       |
| 11                     | Henok Teklab          |       |
| 26                     | Ross Sykes            | 81e   |
| 13                     | Kevin Rodríguez       | 81e   |
| 27                     | Noah Sadiki           | 84e   |
| 08                     | Lazare Amani          | 90+6e |
|                        |                       |       |
| Entraîneur :           |                       |       |
| Alexander Blessin      |                       |       |

| R. Antwerp FC · |                        |     |
| Titulaires :    |                        |     |
|                 |                        |     |
| 91              | Senne Lammens          |     |
| 02              | Ritchie De Laet        | 73e |
| 23              | Toby Alderweireld      |     |
| 05              | Owen Wijndal           | 86e |
| 62              | Zeno Van Den Bosch     |     |
| 11              | Jurgen Ekkelenkamp     | 86e |
| 20              | Eliot Matazo           | 73e |
| 08              | Mandela Keita          |     |
| 10              | Vincent Janssen        |     |
| 07              | Gyrano Kerk            | 73e |
| 10              | Michel-Ange Balikwisha |     |
|                 |                        |     |
| Remplaçants :   |                        |     |
| 81              | Niels Devalckeneer     |     |
| 60              | Victor Udoh            |     |
| 19              | Chidera Ejuke          | 73e |
| 34              | Jelle Bataille         | 73e |
| 08              | Alhassan Yusuf         | 73e |
| 09              | George Ilenikhena      | 86e |
| 44              | Soumaïla Coulibaly     | 86e |
| manquant        |                        |     |
|                 |                        |     |
| Entraîneur :    |                        |     |
| Mark van Bommel |                        |     |